# Rio das Garças
O rio das Garças é um rio brasileiro que banha o estado de Mato Grosso. No seu curso, percorre os municípios de Alto Garças, Guiratinga, Tesouro, General Carneiro, Pontal do Araguaia e Barra do Garças, local onde deságua no rio Araguaia, do qual é um dos principais afluentes da margem esquerda.
Em meados da década de 20, foi descoberta grande presença de diamantes em seu leito e barrancos, fato que atraiu grande quantidade de pessoas para o garimpo. Hoje em dia, o rio é conhecido por ser bastante propicio à pesca.